# Crypturellus kerriae
Il tinamo del Chocò (Crypturellus kerriae (Chapman, 1915)) è un uccello appartenente alla famiglia Tinamidae.

## Descrizione
Lunghezza: 25-26,5 cm.

## Distribuzione e habitat
Vive nell'estremo sud-est del Panama (Cerro Quía), in Colombia nord-occidentale (Chocó).

## Conservazione
La IUCN Red List considera C. kerriae come specie vulnerabile, in ragione della ristrettezza del suo areale e della relativa esiguità della popolazione.
La specie è protetta all'interno del Parco nazionale del Darién (Panama) e del Parco nazionale Ensenada de Utría (Colombia). Il Parco nazionale Los Katios in Colombia si caratterizza per la presenza di habitat apparentemente idonei ad ospitare la specie, ma non si ha notizia di avvistamenti in questa area.